# UFC 73
UFC 73: Stacked（ユーエフシー・セブンティスリー：スタックト）は、アメリカ合衆国の総合格闘技団体「UFC」の大会の一つ。2007年7月7日、カリフォルニア州サクラメントのアルコ・アリーナで開催された。
大会では第6試合でショーン・シャーク対エルメス・フランカのライト級タイトルマッチが、メインイベントでアンデウソン・シウバ対ネイサン・マーコートのミドル級タイトルマッチがそれぞれ行われた。

## 大会概要
サブタイトル「Stacked（山積み）」の通り、ダブルタイトルマッチだけでなく、多くの実績ある選手や有名選手によるカードが多く組まれた。
ショーン・シャーク対エルメス・フランカのライト級タイトルマッチはシャークがフランカを判定で下すも、試合後に両者から禁止薬物の陽性反応が検出され、カリフォルニア州アスレチック・コミッションの裁定により両者とも罰金および出場停止処分に処せられた。メインイベントとなるアンデウソン・シウバ対ネイサン・マーコートのミドル級タイトルマッチではシウバがマーコートをTKOで破ってそれぞれ王座を防衛した。
また、7か月ぶりの復帰戦となったティト・オーティズは、ラシャド・エヴァンスとドロー。今大会でUFCに初参戦の初代PRIDEヘビー級王者アントニオ・ホドリゴ・ノゲイラは、ヒース・ヒーリングに判定で勝利し、白星デビューを飾った。Cage Rage現役王者クリス・ライトルの対戦相手は当初のジェフ・ジョスリンからドリュー・フィケット、ジェイソン・ギリアムと2度変更された。

## 試合結果

### プレリミナリィカード
第1試合 ライト級 5分3R
○  フランク・エドガー vs.  マーク・ボーチェック ×
1R 4:55 TKO（レフェリーストップ：パウンド）
第2試合 ウェルター級 5分3R
○  クリス・ライトル vs.  ジェイソン・ギリアム ×
1R 2:15 腕ひしぎ三角固め
第3試合 ライト級 5分3R
○  ジョルジ・グージェウ vs.  ディエゴ・サライバ ×
3R終了 判定3-0（30-27、30-27、30-27）
第4試合 ライトヘビー級 5分3R
○  ステファン・ボナー vs.  マイク・ニッケルズ ×
1R 2:14 チョークスリーパー

### メインカード
第5試合 ヘビー級 5分3R
○  アントニオ・ホドリゴ・ノゲイラ vs.  ヒース・ヒーリング ×
3R終了 判定3-0（29-28、29-28、29-28）
第6試合 UFC世界ライト級タイトルマッチ 5分5R
○  ショーン・シャーク vs.  エルメス・フランカ ×
5R終了 判定3-0（50-45、50-45、49-46）
※シャークが王座の初防衛に成功。
第7試合 ライトヘビー級 5分3R
△  ティト・オーティズ vs.  ラシャド・エヴァンス △
3R終了 判定0-0（28-28、28-28、28-28）
第8試合 UFC世界ミドル級タイトルマッチ 5分5R
○  アンデウソン・シウバ vs.  ネイサン・マーコート ×
1R 4:50 TKO（レフェリーストップ：パウンド）
※シウバが王座の初防衛に成功。
第9試合 スウィングバウト ライト級 5分3R
○  ケニー・フロリアン vs.  アルヴィン・ロビンソン ×
1R 4:30 ギブアップ（マウントパンチ）

### 各賞
ファイト・オブ・ザ・ナイト： ジョルジ・グージェウ vs. ディエゴ・サライバ
ノックアウト・オブ・ザ・ナイト： 該当者なし
サブミッション・オブ・ザ・ナイト： クリス・ライトル
各選手にはボーナスとして40,000ドルが支給された。